# Lei de Responsabilidade Fiscal

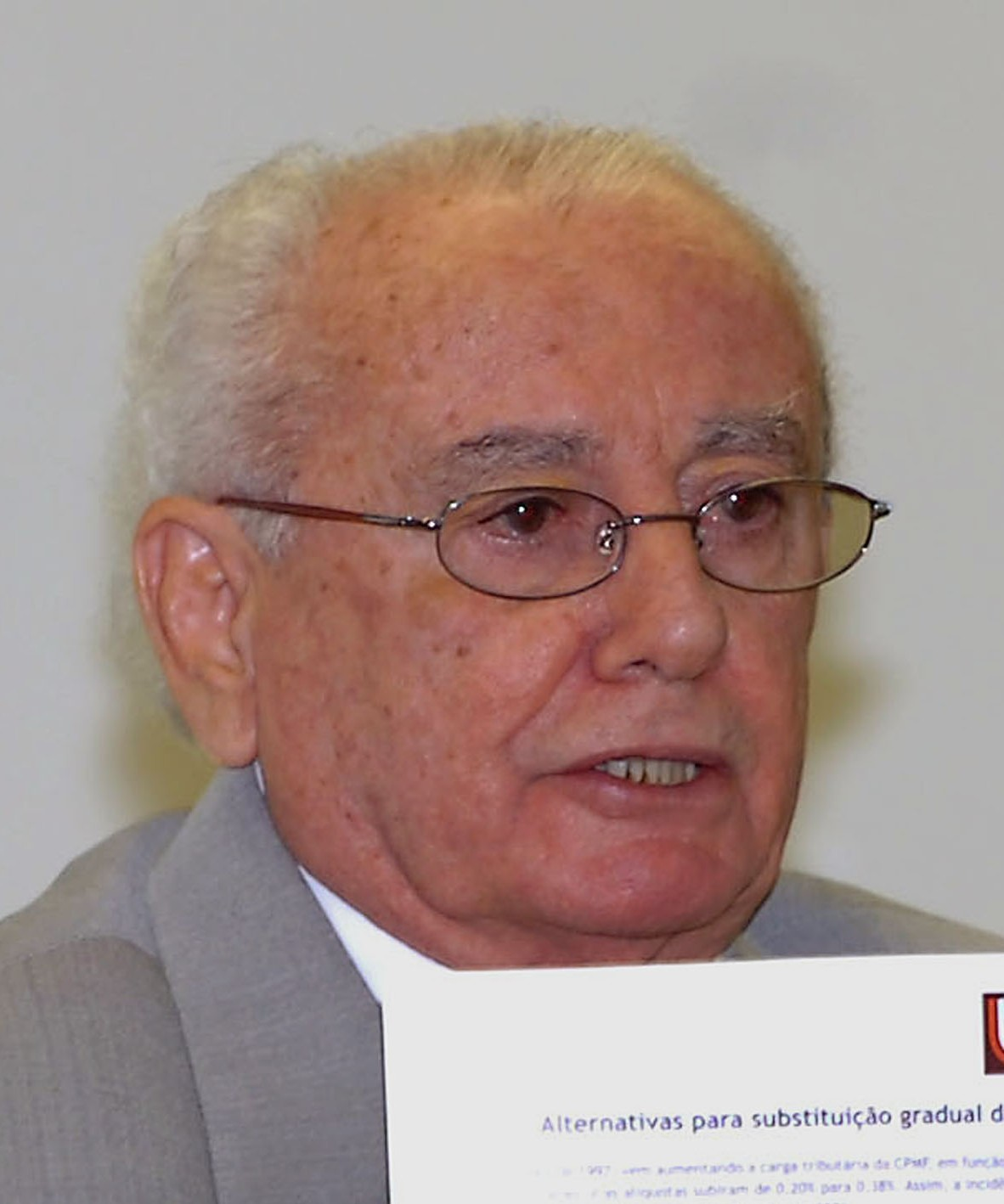
O deputado maranhense Pedro Novais foi o relator da LRF na Câmara dos Deputados.

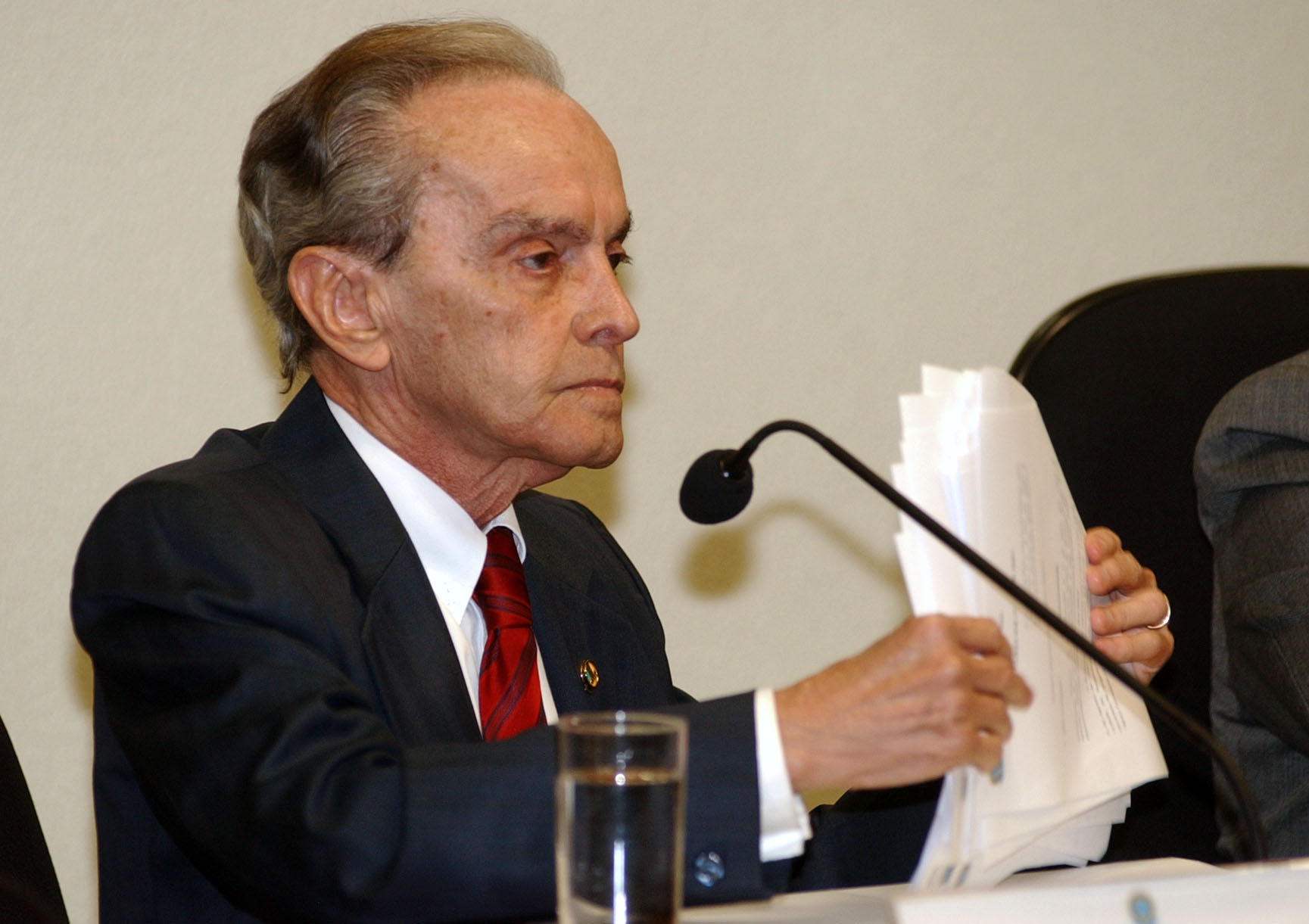
O senador amazonense Jefferson Peres foi o relator da LRF no Senado do Brasil.

A Lei de Responsabilidade Fiscal (LRF), oficialmente Lei Complementar nº 101, é uma lei complementar brasileira que visa impor o controle dos gastos da União, estados, Distrito Federal e municípios, condicionando-os à capacidade de arrecadação de tributos desses entes políticos. Tal medida foi justificada pelo costume, na política brasileira, de gestores promoverem obras de grande porte no final de seus mandatos, deixando a conta para seus sucessores. Também era comum a prática de tomada de empréstimos em instituição financeira estatal pelo seu ente controlador. A LRF também promoveu a transparência dos gastos públicos.
Sancionada pelo presidente Fernando Henrique Cardoso em 4 de maio de 2000 e publicada no Diário Oficial da União no dia seguinte, quando também passou a vigorar, a lei obriga que as finanças sejam apresentadas detalhadamente ao Tribunal de Contas (da União, do Estado ou dos Municípios). Tais órgãos podem aprovar as contas ou não. Em caso de as contas  serem rejeitadas, é instaurada investigação sobre a responsabilidade dos órgãos do  Poder Executivo e seus titulares nas eventuais irregularidades, o que pode resultar em multas ou mesmo na proibição de os envolvidos disputarem  eleições. Embora o Poder Executivo seja  o principal responsável pelas finanças públicas, sendo, por isso, o foco da Lei de Responsabilidade Fiscal, os Poderes Legislativo e Judiciário também são submetidos à referida norma. Obedecendo todos critérios de aplicação.
A lei introduz inovações em termos de contabilidade pública e execução orçamentária, na medida em que introduz limites tanto para as despesas do exercício (contingenciamento, limitação de empenhos), como para o endividamento. A LRF também determina o estabelecimento de metas fiscais trienais. Isso requer que o governante  planeje e controle receitas e despesas, adotando medidas necessárias a prevenir ou corrigir problemas que possam comprometer o alcance das metas.
A LRF provocou uma mudança substancial na maneira como é conduzida a gestão financeira dos três níveis de governo. Tornou-se preciso saber planejar o que deverá ser executado, pois além da execução deve-se controlar os custos envolvidos, cumprindo o programado dentro do custo previsto. Sua criação fez parte do esforço em reformas do Estado promovido pelo governo federal para estabilizar a economia brasileira a partir do Plano Real, no sentido de reduzir o risco país, como parte da estratégia de atração de investimentos estrangeiros.

## Histórico
Políticos na época propuseram a criação de uma lei que controlasse os gastos dos gestores públicos nos estados e municípios brasileiros, até então vistos como uma grande fonte de desperdício de recursos. A relatoria do projeto de lei coube a Pedro Novais, na Câmara dos Deputados, e a Jefferson Peres, no Senado do Brasil. Os presidentes da Câmara, Michel Temer, e do Senado, Antônio Carlos Magalhães, também se opuseram; ambos impetraram Ações Diretas de Inconstitucionalidade no Supremo Tribunal Federal (STF), propugnando pela anulação da lei. Em 2010, Antonio Palocci disse que estava errado quando combateu a LRF em 2000.

## Disposições preliminares
A Lei Complementar nº 101 (LRF) estabelece normas de finanças públicas voltadas para a responsabilidade na gestão fiscal, com amparo nas normas constitucionais sobre finanças públicas (Capítulo II do Título VI da Constituição).
A responsabilidade na gestão fiscal pressupõe
- ação planejada e transparente;
- prevenção de riscos e correção de desvios capazes de afetar o equilíbrio das contas públicas;
- cumprimento de metas de resultados entre receitas e despesas;
- obediência a limites e condições no que tange a renúncia de receita, geração de despesas com pessoal, da seguridade social e outras, dívidas consolidada e mobiliária, operações de crédito, inclusive por antecipação de receita, concessão de garantia e inscrição em Restos a Pagar.

As disposições da LRF obrigam a União, os Estados, o Distrito Federal e os Municípios.
A Lei de Responsabilidade Fiscal reforça os princípios da Lei Federal 4320/64, apontando a necessidade da gestão responsável da receita e da administração do gasto público com eficiência na busca do equilibrio orçamentário

## Conceitos importantes
Ente da Federaçãoa União, cada Estado, o Distrito Federal e cada Município;
Empresa controladasociedade cuja maioria do capital social com direito a voto pertença, direta ou indiretamente, a ente da Federação;
Empresa estatal dependenteempresa controlada que receba do ente controlador recursos financeiros para pagamento de despesas com pessoal ou de custeio em geral ou de capital, excluídos, no último caso, aqueles provenientes de aumento de participação acionária;
Receita corrente líquidasomatório das receitas tributárias, de contribuições, patrimoniais, industriais, agropecuárias, de serviços, transferências correntes e outras receitas também correntes, deduzidos:
- na União, os valores transferidos aos Estados e Municípios por determinação constitucional ou legal, e as contribuições para a previdência social do empregador incidente sobre prestação de serviço de terceiros e a contribuição à previdência feita pelo trabalhador e também as contribuições para o PIS (Programa de Integração Social);
- nos Estados, as parcelas entregues aos Municípios por determinação constitucional;
- na União, nos Estados e nos Municípios, a contribuição dos servidores para o custeio do seu sistema de previdência e assistência social e as receitas provenientes da compensação financeira entre diferentes sistemas de previdência.

A respeito da receita corrente líquida, ela será apurada somando-se as receitas arrecadadas no mês em referência e nos onze anteriores, excluídas as duplicidades.

## Plano Plurianual
A LRF não consigna especificamente nada sobre o Plano Plurianual (PPA), uma vez que a parte que tratava sobre o assunto foi objeto de veto presidencial.

## Lei de Diretrizes Orçamentárias
A lei de diretrizes orçamentárias deverá compreender as metas e prioridades da administração pública, incluindo as despesas de capital para o exercício financeiro subseqüente, e orientar a elaboração da lei orçamentária anual. Também deverá dispor de alterações na legislação tributária e estabelecer a política de aplicação das agências financeiras oficiais de fomento.
Além disso, ela deverá dispor sobre:
- equilíbrio entre receitas e despesas;
- critérios e forma de limitação de empenho;
- normas relativas ao controle de custos e à avaliação dos resultados dos programas financiados com recursos dos orçamentos;
- demais condições e exigências para transferências de recursos a entidades públicas e privadas;

O projeto de lei de diretrizes orçamentárias será integrado pelo Anexo de Metas Fiscais, em que serão estabelecidas metas anuais, em valores correntes e constantes, relativas a receitas, despesas, resultados nominal e primário e montante da dívida pública, para o exercício a que se referirem e para os dois seguintes.
Esse anexo deverá conter:
- avaliação do cumprimento das metas relativas ao ano anterior;
- demonstrativo das metas anuais, instruído com memória e metodologia de cálculo que justifiquem os resultados pretendidos, comparando-as com as fixadas nos três exercícios anteriores, e evidenciando a consistência delas com as premissas e os objetivos da política econômica;
- evolução do patrimônio líquido, também nos últimos três exercícios, destacando a origem e a aplicação dos recursos obtidos com a alienação de ativos;
- avaliação da situação financeira e atuarial dos regimes geral de previdência social e próprio dos servidores públicos, do Fundo de Amparo ao Trabalhador (Fundo de Amparo ao Trabalhador), dos demais fundos públicos e programas estatais de natureza atuarial;
- demonstrativo da estimativa e compensação da renúncia de receita e da margem de expansão das despesas obrigatórias de caráter continuado.

Além do Anexo de Metas Fiscais, a lei de diretrizes orçamentárias conterá Anexo de Riscos Fiscais, onde serão avaliados os passivos contingentes e outros riscos capazes de afetar as contas públicas, informando as providências a serem tomadas, caso se concretizem esses riscos.

## Lei Orçamentária Anual
O projeto de Lei Orçamentária Anual (LOA), elaborado de forma compatível com o Plano Plurianual (PPA), com a Lei de Diretrizes Orçamentárias (LDO) e com as normas da LRF conterá, em anexo, demonstrativo da compatibilidade da programação dos orçamentos com os objetivos e metas constantes no Anexo de Metas Fiscais e será acompanhado de demonstrativo regionalizado do efeito, sobre as receitas e despesas, decorrentes de incentivos fiscais, bem como das medidas de compensação a renúncias de receita e ao aumento de despesas obrigatórias de caráter continuado;
Conterá também uma reserva de contingência, cuja forma de utilização e montante, definido com base na receita corrente líquida, serão estabelecidos na lei de diretrizes orçamentárias, destinada ao atendimento de passivos contingentes e outros riscos e eventos fiscais imprevistos.
A Lei Orçamentária Anual também conterá todas as despesas relativas à dívida pública, mobiliária ou contratual, e as receitas que as atenderão, bem como o refinanciamento da dívida pública, que constará separadamente na lei orçamentária e nas de crédito adicional.
Ela conterá, ainda, atualização monetária do principal da dívida mobiliária refinanciada que não poderá superar a variação do índice de preços previsto na lei de diretrizes orçamentárias, ou em legislação específica.
A lei orçamentária não deverá consignar dotação para investimento com duração superior a um exercício financeiro que não esteja previsto no plano plurianual ou em lei que autorize a sua inclusão.
Integrarão as despesas da União, e serão incluídas na lei orçamentária, as do Banco Central do Brasil relativas a pessoal e encargos sociais, custeio administrativo, inclusive os destinados a benefícios e assistência aos servidores, e a investimentos. O resultado do Banco Central do Brasil, apurado após a constituição ou reversão de reservas, constitui receita do Tesouro Nacional, e será transferido até o décimo dia útil subseqüente à aprovação dos balanços semestrais. Já o resultado negativo constituirá obrigação do Tesouro para com o Banco Central do Brasil e será consignado em dotação específica no orçamento.

## Execução Orçamentária e do Cumprimento das Metas
A LRF determina que até trinta dias após a publicação dos orçamentos, nos termos em que dispuser a lei de diretrizes orçamentárias, o Poder Executivo estabelecerá a programação financeira e o cronograma de execução mensal de desembolso.
A LRF determina ainda que os recursos legalmente vinculados a finalidade específica serão utilizados exclusivamente para atender ao objeto de sua vinculação, ainda que em exercício diverso daquele em que ocorrer o ingresso. Isso é uma forma de evitar que verbas com destinação específica, tais como os percentuais constitucionais destinados à saúde e educação sejam empregados em fins diversos.
Caso se verifique, ao final de um bimestre, que a realização da receita poderá não comportar o cumprimento das metas de resultado primário ou nominal estabelecidas no Anexo de Metas Fiscais, os Poderes e o Ministério Público promoverão, por ato próprio e nos montantes necessários, nos trinta dias subseqüentes, limitação de empenho e movimentação financeira, segundo os critérios fixados pela lei de diretrizes orçamentárias.
No caso de restabelecimento da receita prevista, ainda que parcial, a recomposição das dotações cujos empenhos foram limitados dar-se-á de forma proporcional às reduções efetivadas.
Porém, não serão objeto de limitação as despesas que constituam obrigações constitucionais e legais do ente (tais como os percentuais obrigatórios para saúde e educação), inclusive aquelas destinadas ao pagamento do serviço da dívida, e as ressalvadas pela lei de diretrizes orçamentárias.
A execução orçamentária e financeira identificará os beneficiários de pagamento de sentenças judiciais, por meio de sistema de contabilidade e administração financeira, para fins de observância da ordem cronológica de apresentação dos precatórios, como determina a Constituição.

## Receita pública

### Previsão e Arrecadação
É requisito essencial da responsabilidade na gestão fiscal a instituição, previsão e efetiva arrecadação de todos os tributos da competência constitucional do ente da Federação, sendo vedada a realização de transferências voluntárias para o ente que não observe este procedimento, no que se refere aos impostos.
As previsões de receita observarão as normas técnicas e legais, considerando os efeitos das alterações na legislação, da variação do índice de preços, do crescimento econômico ou de qualquer outro fator relevante e serão acompanhadas de demonstrativo de sua evolução nos últimos três anos, da projeção para os dois seguintes àquele a que se referirem, e da metodologia de cálculo e premissas utilizadas.
A LRF determina que o montante previsto para as receitas de operações de crédito não poderá ser superior ao das despesas de capital constantes do projeto de lei orçamentária.
Até trinta dias após a publicação do orçamento, as receitas previstas serão desdobradas, pelo Poder Executivo, em metas bimestrais de arrecadação, com a especificação, em separado, quando cabível, das medidas de combate à evasão e à sonegação, da quantidade e valores de ações ajuizadas para cobrança da dívida ativa, bem como da evolução do montante dos créditos tributários passíveis de cobrança administrativa.

### Renúncia de Receita
A concessão ou ampliação de incentivo ou benefício de natureza tributária ou patrimonial da qual decorra renúncia de receita deverá estar acompanhada de estimativa do impacto orçamentário-financeiro no exercício em que deva iniciar sua vigência e nos dois seguintes, atender ao disposto na lei de diretrizes orçamentárias e a pelo menos uma das seguintes condições:
- demonstração pelo proponente de que a renúncia foi considerada na estimativa de receita da lei orçamentária e de que não afetará as metas de resultados fiscais previstas no Anexo de Metas Fiscais;

ou
- estar acompanhada de medidas de compensação, no exercício em que se inicia e nos dois seguintes, por meio do aumento de receita, proveniente da elevação de alíquotas, ampliação da base de cálculo, majoração ou criação de tributo ou contribuição.

Essas limitações não se aplicam a:
- às alterações das alíquotas dos impostos de importação, exportação, produtos industrializados (IPI) e operações de crédito, câmbio e seguro, ou relativas a títulos ou valores mobiliários;
- ao cancelamento de débito cujo montante seja inferior ao dos respectivos custos de cobrança.

## Despesa pública

### Geração da Despesa
Pela LRF, são consideradas não autorizadas, irregulares e lesivas ao patrimônio público a geração de despesa ou assunção de obrigação que não atendam ao seguinte:
- A criação, expansão ou aperfeiçoamento de ação governamental que acarrete aumento da despesa será acompanhado de:
  - estimativa do impacto orçamentário-financeiro no exercício em que deva entrar em vigor e nos dois subseqüentes;
  - declaração do ordenador da despesa de que o aumento tem adequação orçamentária e financeira com a lei orçamentária anual e compatibilidade com o plano plurianual e com a lei de diretrizes orçamentárias.
    - considera-se adequada com a lei orçamentária anual, a despesa objeto de dotação específica e suficiente, ou que esteja abrangida por crédito genérico, de forma que somadas todas as despesas da mesma espécie, realizadas e a realizar, previstas no programa de trabalho, não sejam ultrapassados os limites estabelecidos para o exercício;
    - compatível com o plano plurianual e a lei de diretrizes orçamentárias, a despesa que se conforme com as diretrizes, objetivos, prioridades e metas previstos nesses instrumentos e não infrinja qualquer de suas disposições.

As limitações acima, constituem condição prévia para:
- empenho e licitação de serviços, fornecimento de bens ou execução de obras;
- desapropriação de imóveis urbanos com o pagamento de indenizações.

### Despesa Obrigatória de Caráter Continuado
Considera-se obrigatória de caráter continuado a despesa corrente derivada de ato normativo que fixe para o ente a obrigação legal de sua execução por um período superior a dois exercícios.
Os atos que criarem ou aumentarem despesa obrigatória de caráter continuado deverão ser instruídos com a estimativa do impacto orçamentário-financeiro no exercício em que deva entrar em vigor e nos dois subseqüentes e demonstrar a origem dos recursos para seu custeio, além do que, o ato deverá ser acompanhado de comprovação de que a despesa criada ou aumentada não afetará as metas de resultados fiscais previstas no Anexo de Metas Fiscais, devendo seus efeitos financeiros, nos períodos seguintes, serem compensados pelo aumento permanente de receita (elevação de alíquotas, ampliação da base de cálculo, majoração ou criação de tributo ou contribuição) ou pela redução permanente de despesa.
A necessidade de estimar o impacto orçamentário-financeiro não se aplica às despesas destinadas ao serviço da dívida nem ao reajustamento de remuneração de pessoal quando esta se tratar de revisão geral da remuneração dos servidores públicos, em determinada data-base.
Além disso, considera-se aumento de despesa a prorrogação daquela criada por prazo determinado.

### Despesas com Pessoal
A LRF entende como despesa total com pessoal o somatório dos gastos do ente da Federação com os ativos, os inativos e os pensionistas, relativos a mandatos eletivos, cargos, funções ou empregos, civis, militares e de membros de Poder, com quaisquer espécies remuneratórias, tais como vencimentos e vantagens, fixas e variáveis, subsídios, proventos da aposentadoria, reformas e pensões, inclusive adicionais, gratificações, horas extras e vantagens pessoais de qualquer natureza, bem como encargos sociais e contribuições recolhidas pelo ente às entidades de previdência, além dos valores dos contratos de terceirização de mão-de-obra que se referem à substituição de servidores e empregados públicos, os quais serão contabilizados como Outras Despesas de Pessoal.
A despesa total com pessoal é apurada somando-se a realizada no mês em referência com as dos onze imediatamente anteriores, adotando-se o regime de competência.
Os limites da despesa total com pessoal são (em percentual da receita corrente líquida):
- União: 50%;
- Estados: 60%;
- Municípios: 60%.

Na verificação desses limites não serão computadas as despesas:
- de indenização por demissão de servidores ou empregados;
- relativas a incentivos à demissão voluntária;
- derivadas da convocação extraordinária do Congresso Nacional;
- decorrentes de decisão judicial e da competência de período anterior ao da apuração;
- com pessoal, do Distrito Federal e dos Estados do Amapá e Roraima, custeadas com recursos transferidos pela União;
- com inativos, ainda que por intermédio de fundo específico, custeadas por recursos provenientes:
  - da arrecadação de contribuições dos segurados;
  - da compensação financeira entre diferentes sistemas de previdência;
  - demais receitas diretamente arrecadadas por fundo vinculado a tal finalidade, inclusive o produto da alienação de bens, direitos e ativos, bem como seu superávit financeiro.

Além desses limiteas, a LRF estabelece como eles devem ser divididos dentro de cada esfera governamental:
- na esfera federal:
  - 2,5% para o Legislativo, incluído o Tribunal de Contas da União;
  - 6% para o Judiciário;
  - 40,9% para o Executivo;
  - 0,6% para o Ministério Público da União;
- na esfera estadual:
  - 3% para o Legislativo, incluído o Tribunal de Contas do Estado;
  - 6% para o Judiciário;
  - 49% para o Executivo;
  - 2% para o Ministério Público dos Estados;
- na esfera municipal:
  - 6% para o Legislativo, incluído o Tribunal de Contas do Município, quando houver;
  - 54% para o Executivo.

A LRF trata ainda do controle da despesa total com pessoal, estabelecendo que é nulo de pleno direito o ato que provoque aumento da despesa com pessoal e não apresente estimativa do impacto orçamentário-financeiro no exercício em que deva entrar em vigor e nos dois subseqüentes e a declaração do ordenador da despesa de que o aumento tem adequação orçamentária e financeira com a lei orçamentária anual e compatibilidade com o plano plurianual e com a lei de diretrizes orçamentárias e que não atenda às regras para criação de despesa obrigatória de caráter continuado ou ainda, que não atenda ao limite legal de comprometimento aplicado às despesas com pessoal inativo.
Também é nulo de pleno direito o ato de que resulte aumento da despesa com pessoal expedido nos cento e oitenta dias anteriores ao final do mandato do titular do respectivo Poder ou órgão.
A verificação do cumprimento dos limites da despesa com pessoal será realizada ao final de cada quadrimestre e se a despesa total com pessoal exceder a 95% do limite, são vedados ao Poder ou órgão que houver incorrido no excesso:
- concessão de vantagem, aumento, reajuste ou adequação de remuneração a qualquer título, salvo os derivados de sentença judicial ou de determinação legal ou contratual, ressalvada a revisão da remuneração em data-base;
- criação de cargo, emprego ou função;
- alteração de estrutura de carreira que implique aumento de despesa;
- provimento de cargo público, admissão ou contratação de pessoal a qualquer título, ressalvada a reposição decorrente de aposentadoria ou falecimento de servidores das áreas de educação, saúde e segurança;
- contratação de hora extra, salvo no caso de convocação extraordinária do Congresso Nacional e as situações previstas na lei de diretrizes orçamentárias.

Caso a despesa total com pessoal ultrapassar os limites definidos na LRF, sem prejuízo das medidas previstas acima, o percentual excedente terá de ser eliminado nos dois quadrimestres seguintes, sendo pelo menos um terço no primeiro, adotando-se, entre outras, as providências:
- redução das despesas com cargos em comissão e de confiança em pelo menos 20% (extinção ou redução de salário e redução da carga horária, este último é facultativo);
- exoneração de servidores não estáveis.

Caso não se alcance a redução da despesa no prazo estabelecido, e enquanto perdurar o excesso, o ente não poderá:
- receber transferências voluntárias;
- obter garantia, direta ou indireta, de outro ente;
- contratar operações de crédito, ressalvadas as destinadas ao refinanciamento da dívida mobiliária e as que visem à redução das despesas com pessoal.

Estas restrições aplicam-se imediatamente se a despesa total com pessoal exceder o limite no primeiro quadrimestre do último ano do mandato.

### Despesas com a Seguridade Social
Segundo a LRF, nenhum benefício ou serviço relativo à seguridade social poderá ser criado, majorado ou estendido sem a indicação da fonte de custeio total, atendidas ainda as exigências para criação de despesa obrigatória de caráter continuado.
Dispensa-se da compensação exigida para criação de despesa de caráter continuado, o aumento de despesa decorrente de:
- concessão de benefício a quem satisfaça as condições de habilitação prevista na legislação pertinente;
- expansão quantitativa do atendimento e dos serviços prestados;
- reajustamento de valor do benefício ou serviço, a fim de preservar o seu valor real.

## Transparência
Um adendo em vigor desde 27 de maio de 2009, a Lei Complementar 131, facilita a participação de toda a sociedade essencialmente no acompanhamento, em tempo real, de informações pormenorizadas sobre a execução orçamentária e financeira, por meio eletrônico, popularmente conhecidos como 'portais da transparência'. Também fixa prazos para o cumprimento destes portais, a contar da data da publicação desta lei:
I – um ano para a União, os Estados, o Distrito Federal e os municípios com mais de 100.000 (cem mil) habitantes;
II – dois anos para os municípios que tenham entre 50.000 (cinquenta mil) e 100.000 (cem mil) habitantes;
III – quatro anos para os municípios que tenham até 50.000 (cinquenta mil) habitantes.